# Crazy Balloon
Crazy Balloon es un videojuego lanzado en 1980 por la empresa japonesa Taito.

## Objetivo del juego
En este juego de estrategia y habilidad, el objetivo es guiar un globo a través de un laberinto lleno de obstáculos. Si el jugador no mueve el globo por un tiempo determinado, una cara amarilla aparecerá y lanzará un soplido, lo que obligará al globo a moverse. Esta cara puede aparecer en cualquier zona del escenario, y cuando se llega a la meta cuando la cara es visible esta cambia a color rojo con un gesto de sorpresa. 

## Versiones hogareñas

### Consolas
- Commodore C64 (1983).
- Sony PlayStation 2 (2005, "Taito Memories Vol. 2").
- Microsoft XBOX (2006, "Taito Legends 2").
- Sony PlayStation 2 (2006, "Taito Legends 2").

### Computadoras
- PC - CD-ROM (2006, "Taito Legends 2").

- Datos: Q5183115